# Eucatagonium mucronatum
Eucatagonium mucronatum là một loài Rêu trong họ Catagoniaceae. Loài này được (A. Jaeger) Broth. mô tả khoa học đầu tiên năm 1925.